# MECAR PSS-RFL-40N
PSS-RFL-40N – belgijski nasadkowy granat dymny produkowany przez firmę MECAR SA.
Granat PSS-RFL-40N może być miotany przy pomocy dowolnego karabinu z urządzeniem wylotowym o średnicy 22 mm, przy pomocy naboju ślepego. W 5 s po wystrzeleniu (na wysokości ok. 120 m) z granatu wyrzucany jest spadochron z zawieszoną świecą dymną (czerwoną, zielona lub żółtą).